# Jambuto
Jambuto (rusky Ямбуто) je největší jezero na poloostrově Jamal, administrativně je součástí Jamalo-něneckéhou autonomního okruhu v Rusku. Nachází se 358 km od okresního střediska Jar-sale. Jezero je zdrojnicí pro řeku Sjojachu, která u osady Sjojacha ústí do Obského zálivu Karského moře.

## Etymologie
Název je převzat z něnečtiny a doslovný překlad znamená Dlouhé jezero.

## Geografie
Jezero má rozlohu 169 km². Jambuto má nepravidelný tvar, táhne se od severu k jihu. Průměrná hloubka jezera je 14 metrů. Jambuto zamrzá v říjnu a led zůstává často až do června. Jezero je napájeno tajícím sněhem.
V okolí jezera převládají tajgy a bažinaté rostliny, běžně tu rostou jehličnany a keře.
Nepřístupnost odlehlého jezera a drsné subpolární klima chrání toto území před nadměrnými zásahy člověka, proto si zde příroda zachovala svou původní arktickou krásu. 

## Fauna a flóra
V jezeře se vyskytují různé druhy ryb - jeseter, štika, okoun, karas, cejn, síh a další.

## Jamalský vlek
Do 19. století bylo jezero Jambuto důležitou součástí tzv. jamalského vleku, který byl využíván po několik staletí. Ruští mořeplavci propluli bouřlivým Karským mořem a neobeplouvali poloostrov Jamal ze severu, ale vpluli do Kalné řeky a plavili se po ní do jezera Nejto. Za ním začínal tzv. Suchý vlek. Posádka zapřáhla loď a táhla ji přes nevelkou šíji k jezeru Jambuto. Zde vlek končil. Z Jambuta do Obského zálivu pluli po Zelené řece.

## Cestovní ruch
Břehy jezera jsou neobydlené, občas se tu vyskytuje jen dočasný tábor kočujících pastevců sobů. Odlehlost oblasti láká ruské turisty z velkých měst, který chtějí zvolnit, odpočinout si od města a poznat severskou přírodu a domorodé Něnce. Turisté jsou často ubytovávání v táborech pastevců sobů, aby poznali jejich kuchyni, zvyky a tradice. Turisté na Jambuto také jezdí za krásnými výhledy, lovem, rybařením a jízdou na psích nebo sobích spřeženích.